# Телескоп Отто Струве
Телескоп Отто Струве — 2,08-метровый телескоп рефлектор построенный в 1933—1939 годах в обсерватории Мак-Доналд на высоте 2070 м над уровнем моря. Назван в честь первого директора обсерватории Отто Струве.
На момент постройки телескоп был вторым по размеру в мире и удерживал это звание около 10 лет. Телескоп используется и в настоящее время.